# Franchino (disc jockey)
Franchino, pseudonimo di Francesco Principato, noto anche come Frankino, DJ F.G., Liquid Sky, Mr. Frank (Caronia, 17 febbraio 1953 – Milano, 19 maggio 2024), è stato un disc jockey e vocalist italiano, attivo nel settore della musica elettronica.

## Biografia
Nato in Sicilia e trasferitosi da giovane in Toscana, nel 1970 esordì come DJ e annunciatore di disco-music sulla plancia della discoteca Seven Eleven a Montelupo Fiorentino. Dopo aver aperto una boutique per parrucchiere sull'Isola d'Elba, lavorò parallelamente come DJ a Marciana Marina, nella discoteca Capo Nord. Fino al 1987 trascorse l'estate all'Isola d'Elba e l'inverno in Brasile dove cantò in un gruppo blues di Arraial d'Ajuda, un paese nel sud di Bahia.
Verso il finire degli anni ottanta, dopo aver trascorso alcune estati ad Ibiza ed essersi innamorato della musica elettronica, tornò all'Isola d'Elba e conobbe il già affermato Dj MIKI "il Delfino", allora resident al Club 64 di Portoferraio. Decise così di mettere da parte i dischi per iniziare a lavorare come vocalist affiancando Dj MIKI.
La stagione seguente incontrò al Club Imperiale di Tirrenia Francesco Farfa, Roby J, Sandro Vibot, Ricky Le Roy, Alex Neri e Alessandro Tognetti, con i quali iniziò una stretta collaborazione. Una notte del 1992 al Tartana di Follonica, insieme a Dj MIKI, Farfa e Mario Più, utilizzò voci campionate ed effetti sonori durante la serata, rivoluzionando il modo di fare il vocalist, fino a quel momento relegato al semplice parlato dal microfono; da quella serata con l'alternersi dei DJ alla consolle, Franchino impersonò il ruolo di un cantastorie, creando una particolare atmosfera che lo avrebbe reso famoso in tutta Italia. Rimase a lavorare all'Imperiale fino al 1994 insieme al DJ resident, Andrea Giuditta.
In anni importanti per la storia della musica elettronica – in particolare della progressive trance italiana – Franchino aggiunse oltre alle performance live la produzione di dischi. Il suo primo (12″) fu Escandalo Total, una collaborazione tra Giuditta e i fratelli Franco e Riccardo Falsini proprietari dell'etichetta Interactive Test records di Firenze. Il suo secondo (12″) uscì nel 1994, con il titolo A Night in Tirrenia su etichetta Holy Moly Music. Fu uno dei protagonisti di quella stagione musicale.
Dal 1995 al 2000 lavorò all'Insomnia Disco Acropoli d'Italia di Ponsacco con i DJ del Club Imperiale Joy Kitikonti, Sandro Vibot, Zicky Il Giullare che nel 1997, insieme a Ricky Le Roy e Mario Più, fondarono sempre a Ponsacco, l'etichetta discografica Metempsicosi. Altri locali di tendenza nei quali lavorò Franchino furono il Dylan Ritmodromo Italiano (Coccaglio, BS) e l'Aida. Lavorò a lungo nelle discoteche techno del Piemonte tra cui Ultimo Impero ("discotempio" di Airasca tra i più grandi d'Europa), Shock! di Paesana, Parhasar di Trofarello e Naxos di Torino. Nel 2000, dopo la chiusura il 20 maggio del BXR Superclub (Rezzato, BS) di cui Franchino fu una delle voci insieme a Zicky il Giullare e Plastikman, nacque a Brescia il progetto MATRIX. A settembre 2001, insieme allo staff della Metempsicosi, lavorò periodicamente presso la discoteca Jaiss di Empoli fino alla sua chiusura nel maggio 2004. Tra il 2004 e il 2005 si esibì all'Alias di Firenze, progetto nato per la continuazione delle serate Jaiss.
Dal 2006 le esibizioni periodiche presso un preciso locale si ridussero. Franchino apparve poi come ospite in altri celebri dance club d'Italia come il K Club di Jesolo, il TNT Kamasutra di Portogruaro e il Bolgia di Bergamo. Il tour Metempsicosi iniziò il 20 marzo 2007 a Milano, ai Magazzini Generali, e proseguì in tournée mondiale in America Latina, Nord America e Giappone.
Nel 2011 Franchino tornò nel suo ruolo di produttore realizzando un nuovo album insieme al musicista Giovanni Ghisleni, in arte Jo Gala. L'11 marzo 2022 pubblicò il suo ultimo album: C'era una volta.
Il 26 aprile 2024 assieme a Ricky Le Roy tenne una serata a Livigno, all'Alpen Village Hotel, nell'ambito dello Snowland Musicfestival: durante la serata accusò un malore e venne portato a Milano all'Ospedale Niguarda. Morì il 19 maggio seguente all'età di 71 anni dopo diversi giorni di ricovero ospedaliero; a darne la notizia furono i familiari tramite i profili social ufficiali dell'artista.

## Discografia
- 1993 – Escandalo Total (Franchino Is The Voice), con Andrea Giuditta (12", Interactive Test)
- 1994 – A Night in Tirrenia (12", Holy Moly Music)
- ? – Bambolina
- 1996 – EP (UMM)
- 1997 – Film A Cores (Cippiuppiù Records)
- 1998 – Elettronica (Underground (2))
- 1998 – Vamos (GFB Records)
- 1999 – 999 (Underground (2))
- 2000 – Calor (BXR)
- 2000 – Ogni Pensiero/È Controllo (BXR)
- 2001 – Magia Technologika (BXR)
- 2001 – Mosquito (Underground (2))
- 2001 – Psichoterapia (Underground (2))
- 2002 – Ficha No Caixa (BXR)
- 2002 – Take What You Wanna Take (Underground (2))
- 2003 – Maybe (Sacrifice)
- 2004 – Solidao (BXR)
- 2005 – Snowboard / Funky Music (come Principato), con Dariush (12", Ocean Dark)
- 2022 – C'era una volta (The Saifam Group - COM185)
- 2023 – La macchina del tempo (The Saifam Group - COM336)
- 2025 – Caponord (The Saifam Group - COM458)

### Remix
- 1994 – Open Space Mix - Escandalo Totale (Sweet Revenge) – (Interactive Test)
- 2001 – Nukleuz In Ibiza 2001 - Silence (Franchino Mix) (Virgin)
- 2001 – Silence - Silence (Franchino Mix) (Nukleuz)

### Mix
- 1999 – BXR Superclub Compilation Volume 1 (BXR)
- 2000 – BXR Superclub Compilation Volume 2 (BXR)

### Album
- 2000 – Dedicated Followers Of Passion - 999 (Circa Records Ltd.)
- 2022 – C'era una volta (The Saifam Group - COM185)
- 2023 – La macchina del tempo (The Saifam Group - COM336)
- 2025 – Caponord (The Saifam Group - COM458)

### Compilation
Brani presenti in oltre 50 titoli diversi dal 1996 al 2008:
- 2008 – Metempsicosi 10 Years Of Electronic Music - 007 (Brusca Remix) (Trend Discotec)
- 2008 – Silea's Collection Autumn / Winter '09 - The Dolphin (Tip Fifth)